# Klamboe

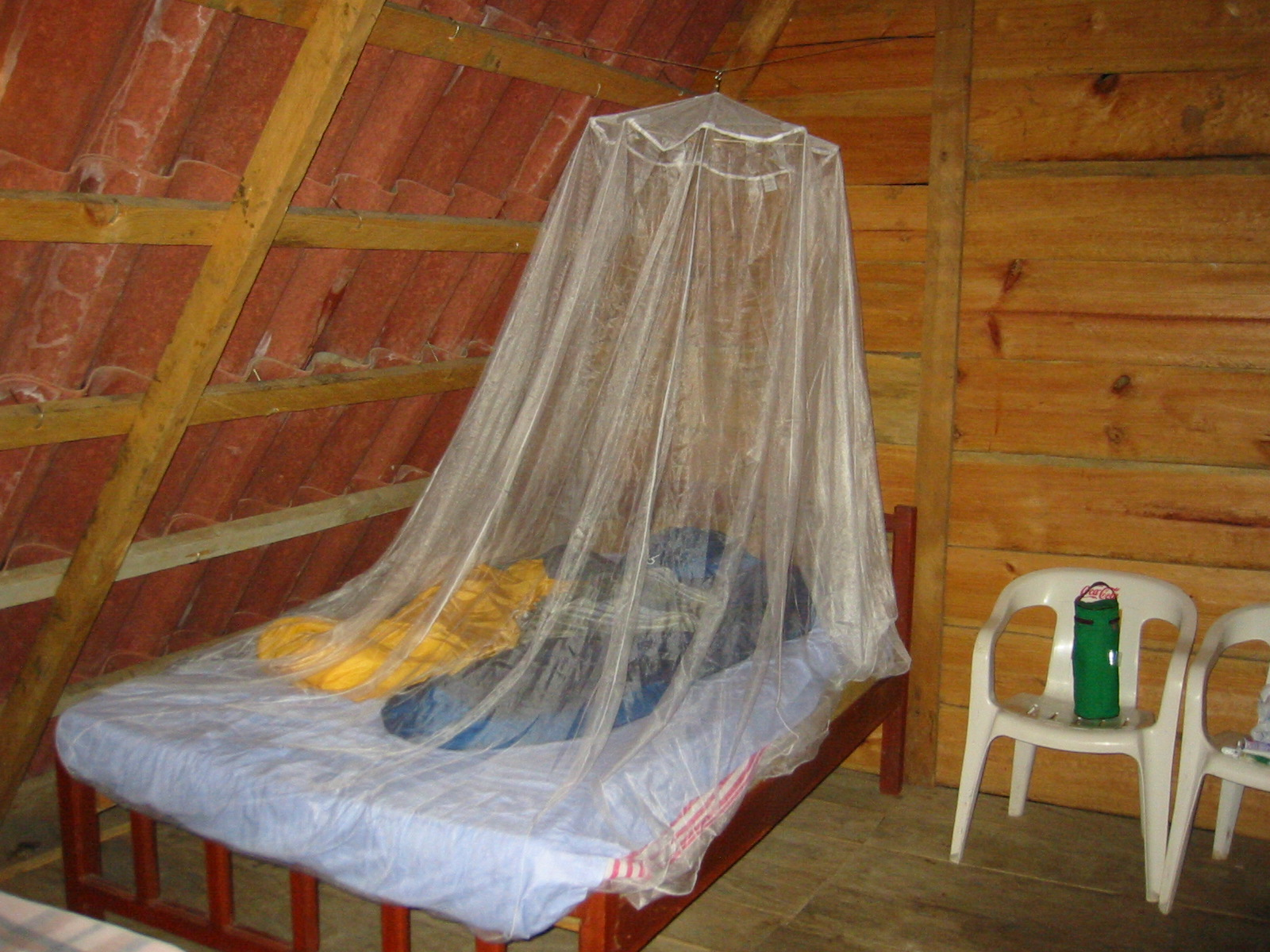
Klamboe

Een klamboe, bednet, muggennet of muskietennet is een fijnmazig net dat bedoeld is om muggen te weren gedurende de nachtrust. Het wordt vooral in de tropen boven en rond het bed gehangen. Ouderwetse klamboes zijn vervaardigd uit natuurlijke materialen als katoen. De moderne muskietennetten worden gemaakt van lichtgewicht materialen zoals polyester, met een maaswijdte van 40 gaatjes per cm², groot genoeg om voldoende lucht voor de slapers door te laten en klein genoeg om muggen tegen te houden.
Sommige moderne klamboes zijn geïmpregneerd met permethrine, een voor mensen onschadelijk gif dat de muggen doodt zodra ze op de stof gaan zitten. Dit soort klamboes is een belangrijk wapen in de strijd tegen malaria en de slaapziekte.
Een klamboe wordt ook buiten de tropen wel gebruikt, niet alleen tegen de muggen maar ook vanuit decoratieve overwegingen.

## Etymologie
Hoewel één etymologisch woordenboek van het Indonesisch de opvatting lijkt te huldigen dat het woord aan het Nederlands is ontleend, is de werkelijkheid juist omgekeerd: het is van Austronesische oorsprong, luidt in het Indonesisch kelambu, in het Javaans kělambu en in het Tagalog kulambo en is via het Maleis van de Indonesische archipel in het Nederlands doorgedrongen.